# 球形球毛刺蟹
球形球毛刺蟹（学名：Globopilumnus globosus）为扇蟹科球毛刺蟹属的动物。分布于日本、夏威夷、塔希提、波里尼西亚、丹老群岛、拉克代夫、台湾岛以及中国大陆的广东、福建等地，生活环境为海水，多栖息于浅水区以及岩缝或珊瑚丛中